# Liste der Nummer-eins-Hits in Kolumbien (2018)
Diese Liste der Nummer-eins-Hits in Kolumbien 2018 basiert auf den offiziellen Chartlisten der Promúsica Colombia. Die Charts basieren allein auf Musikstreaming.

## Singles
| ← 2017 ← | Liste der Nummer-eins-Hits in Kolumbien | Liste der Nummer-eins-Hits in Kolumbien    | Liste der Nummer-eins-Hits in Kolumbien | 2019 →                    |
| \| Zeitraum \| Wo. ges. \| Interpret \| Titel Autor(en) \| Zusätzliche Informationen \| \| (Zeitraum, Wochen auf Platz eins, Interpret, Titel, Autor[en], zusätzliche Informationen) \| \| \| \| \| \| ----------------------------------------------------------------------------------------- \| -------- \| ------------------------------------------ \| ------------------------------------------------------------------------------------------------------------------------------------------------------------------------------------------------ \| ------------------------- \| \| 20. Oktober 2017 – 1. Februar 2018 15 Wochen \| 15 \| Piso 21 feat. Manuel Turizo \| Déjala que vuelva Juan David Huertas, Pablo Meija, David Escobar Gallego, Juan David Castaño, Juan Diego Medina, Julián Turizo, Eq the Equaliser, Mosty, Manuel Turizo, Erick Andres Celis Marin \| – \| \| 2. Februar 2018 – 15. Februar 2018 2 Wochen \| 2 \| Daddy Yankee \| Dura Ramón Ayala, Juan Rivera, Luis Romero, Urbani Mota \| – \| \| 16. Februar 2018 – 1. März 2018 2 Wochen \| 2 \| Bad Bunny \| Amorfoda \| – \| \| 2. März 2018 – 19. April 2018 7 Wochen \| 7 \| Nicky Jam & J Balvin \| X Nick Rivera, José Osorio, Juan Diego Medina, Jonathan Thiel, Rashid Badloe, Shareef Badloe, Giordano Ashruf \| – \| \| 20. April 2018 – 31. Mai 2018 6 Wochen \| 6 \| Nio Garcia feat. Darell, Ozuna & Nicky Jam \| Te boté (Remix) \| – \| \| 1. Juni 2018 – 30. August 2018 13 Wochen \| 13 \| J Balvin & Zion & Lennox \| No es justo \| – \| \| 31. August 2018 – 11. Oktober 2018 6 Wochen \| 6 \| Lalo Ebratt & Trapical \| Mocca \| – \| \| 12. Oktober 2018 – 8. November 2018 4 Wochen \| 4 \| Bad Bunny feat. Drake \| Mia Benito Martinez, Aubrey Graham \| – \| \| 9. November 2018 – 21. Februar 2019 15 Wochen \| 15 \| Pedro Capó feat. Farruko \| Calma (Remix) Pedro Capó, Carlos Efrén Reyes Rosado, George Noriega, Gabriel Edgar Gonzalez Perez, Franklin Jovani Martínez, Sharo Towers \| – \| |                                         |                                            | |                           |
| ← 2017 |                                         |                                            | | → 2019 →                  |
| Zeitraum | Wo. ges.                                | Interpret                                  | Titel Autor(en) | Zusätzliche Informationen |
| (Zeitraum, Wochen auf Platz eins, Interpret, Titel, Autor[en], zusätzliche Informationen) |                                         |                                            | |                           |
| 20. Oktober 2017 – 1. Februar 2018 15 Wochen | 15                                      | Piso 21 feat. Manuel Turizo                | Déjala que vuelva Juan David Huertas, Pablo Meija, David Escobar Gallego, Juan David Castaño, Juan Diego Medina, Julián Turizo, Eq the Equaliser, Mosty, Manuel Turizo, Erick Andres Celis Marin | –                         |
| 2. Februar 2018 – 15. Februar 2018 2 Wochen | 2                                       | Daddy Yankee                               | Dura Ramón Ayala, Juan Rivera, Luis Romero, Urbani Mota | –                         |
| 16. Februar 2018 – 1. März 2018 2 Wochen | 2                                       | Bad Bunny                                  | Amorfoda | –                         |
| 2. März 2018 – 19. April 2018 7 Wochen | 7                                       | Nicky Jam & J Balvin                       | X Nick Rivera, José Osorio, Juan Diego Medina, Jonathan Thiel, Rashid Badloe, Shareef Badloe, Giordano Ashruf                                                                                    | –                         |
| 20. April 2018 – 31. Mai 2018 6 Wochen | 6                                       | Nio Garcia feat. Darell, Ozuna & Nicky Jam | Te boté (Remix) | –                         |
| 1. Juni 2018 – 30. August 2018 13 Wochen | 13                                      | J Balvin & Zion & Lennox                   | No es justo | –                         |
| 31. August 2018 – 11. Oktober 2018 6 Wochen | 6                                       | Lalo Ebratt & Trapical                     | Mocca | –                         |
| 12. Oktober 2018 – 8. November 2018 4 Wochen | 4                                       | Bad Bunny feat. Drake                      | Mia Benito Martinez, Aubrey Graham | –                         |
| 9. November 2018 – 21. Februar 2019 15 Wochen | 15                                      | Pedro Capó feat. Farruko                   | Calma (Remix) Pedro Capó, Carlos Efrén Reyes Rosado, George Noriega, Gabriel Edgar Gonzalez Perez, Franklin Jovani Martínez, Sharo Towers                                                        | –                         |